# Dilson Funaro
Dilson Domingos Funaro (São Paulo, 23 de octubre de 1933 — 12 de abril de 1989), fue empresario brasileño.
Era propietario de la fábrica de juguetes Trol. Durante el gobierno de José Sarney fue presidente del BNDES y después ministro de Hacienda entre el 26 de agosto de 1985 y 29 de abril de 1987. Durante su cargo como ministro fue responsable de la implementación del plan de estabilización conocido Plan Cruzado.